# Gentil Cardoso
Gentil Alves Cardoso (Recife, 5 luglio 1906 – Rio de Janeiro, 8 settembre 1970) è stato un allenatore di calcio brasiliano. Fu un pioniere del modulo WM in Brasile.

## Biografia
Prima di intraprendere la carriera sportiva fu cameriere, lustrascarpe, panettiere e militare.

## Carriera

### Club
Nel 1946, assunto dal Fluminense, promise la vittoria del Campionato di Rio a patto che i dirigenti acquistassero Ademir. L'allenatore fu accontentato e la squadra conquistò poi il titolo, curiosamente grazie alla rete decisiva messa a segno proprio da Ademir nello scontro con il Botafogo. Nel 1952, alla guida del Vasco da Gama, riuscì a vincere insperatamente il campionato statale malgrado l'elevata età media della squadra ma, nonostante fosse anche stato portato in trionfo dalla torcida, fu poi licenziato il 21 gennaio del 1953. Due giorni dopo l'episodio si accordò con il Botafogo. Pur non avendo mai vinto il campionato con questa squadra, Cardoso si guadagnò un posto nella sua storia per essere stato l'allenatore che acquisì Garrincha, giocatore che fino a quel momento era sempre stato scartato ai provini sostenuti. A Rio ebbe anche esperienze con Flamengo e Bangu, mentre a San Paolo guidò Corinthians e Ponte Preta. Vinse il Campionato Pernambucano con le tre maggiori squadre di Recife. Nei quarantaquattro anni dedicati al calcio fu anche allenatore di América-RJ, Sport, Santa Cruz e Náutico (1960)  e, all'estero, dei portoghesi dello Sporting Lisbona (dal 2 luglio 1963 all'8 marzo 1964).

### Nazionale
Fu tecnico della Seleção in occasione della Copa America del 1959, classificandosi terzo.

### Il personaggio
Cardoso fu uno dei personaggi più caratteristici del calcio brasiliano. Citava Socrate e Cicerone, leggeva Rui Barbosa e apprezzava Gandhi. Inventò molte espressioni ancora oggi usate in ambito calcistico nel suo Paese, tra cui il termine "cobra" in riferimento ai calciatori particolarmente abili e le frasi "Il campione dà del tu al pallone, non dell'eccellenza" e "La miglior difesa è l'attacco". Durante gli allenamenti guidava i giocatori mediante un megafono.

## Palmarès
- Campionato Carioca: 2

Fluminense: 1946
Vasco de Gama: 1952
- Campionato Pernambucano: ?